# Leptostylopsis albofasciatus
Leptostylopsis albofasciatus là một loài bọ cánh cứng trong họ Cerambycidae.